# كبجوان
كبجوان هي قرية في مقاطعة أصفهان، إيران. يقدر عدد سكانها بـ 456 نسمة بحسب إحصاء 2016.